# Gongylocarpus rubricaulis
Gongylocarpus rubricaulis là một loài thực vật có hoa trong họ Anh thảo chiều. Loài này được Cham. & Schltdl. mô tả khoa học đầu tiên năm 1830.